# マルコ・バーケ
マルコ・バーケ（Marco Baacke、1980年2月10日 – ）は東ドイツ エアフルト県（現在のドイツ テューリンゲン州）Friedrichroda出身のノルディック複合選手。

## プロフィール
2000年のノルディックスキージュニア世界選手権でグンダーセン、スプリントともに銀メダルを獲得して注目され、翌2000-2001シーズンの2001年ノルディックスキー世界選手権代表に選出され、グンダーセンで8位、スプリントでは金メダルを獲得した。ノルディック複合・ワールドカップでは2位1回、3位2回を記録して総合7位に入った。
しかし翌2001-2002シーズンの開幕を目前にした2001年11月20日にトレーニング中大転倒し、内臓を損傷し脾臓と片方の腎臓を摘出した。
2002年8月に競技へ復帰したが調子は戻らず、2004年9月に現役引退した。
現役引退後はテューリンゲン州ルーラのクラブ「TSGルーラ」などでコーチを務め、2007年からはケルンのトレーナーアカデミーでコーチングを学んでいる。